# Richard Kuklinski
Richard Leonard Kuklinski (11 de abril de 1935 – 5 de março de 2006)  foi um criminoso e assassino americano. Em 1988, ele foi sentenciado a prisão perpétua após matar dois membros de sua gangue de ladrões e outros dois associados. Em 2003, ele recebeu uma pena adicional de 30 anos após confessar o assassinato de um policial que tinha conexões com a Máfia. Ele recebeu o apelido de "The Iceman" ("O Homem de Gelo") pelas autoridades quando descobriram que ele congelou o corpo de uma de suas vítimas em uma tentativa de disfarçar a data da morte da pessoa. Entre seus associados, Kuklinski era conhecido como "o Diabo em pessoa". Segundo especialistas, Kuklinski era um psicopata e mentiroso patológico, que inventou vários aspectos de sua vida criminosa, dando a si mesmo muito mais importância do que realmente teve. Por exemplo, em entrevistas, afirmou ser um "assassino de aluguel", embora essa informação seja contestada pelas autoridades policiais.
Nascido em uma família de origem polonesa em um lar disfuncional, Kuklinski engajou em várias atividades criminosas ao longo de sua vida, começando bem cedo em sua adolescência. Ele comprava e vendia bens roubados, conduzia assaltos a imóveis e roubava carros, e estava ligado ao comércio de narcóticos, pornografia, armas e lavagem de dinheiro. Promotores descreveram que ele matava tanto por dinheiro quanto por prazer. Com o tempo, ele começou a chamar a atenção das autoridades americanas devido aos seus roubos e assassinatos. Após uma investigação de 18 meses com policiais disfarçados, Kuklinski foi preso em 1986. Ele viveu muito tempo de sua vida com sua mulher e filhos nos subúrbios de Nova Jérsei, no distrito de Dumont. Sua família o considerava como um pai amoroso e um marido que provinha para sua família, mas que tinha um temperamento violento e abusava fisicamente sua esposa. Sua família afirmava não ter conhecimento de sua vida criminosa.
Após várias condenações, Kuklinski foi preso em definitivo em dezembro de 1986. Na prisão, ele deu várias entrevistas a escritores, investigadores da política, criminologistas e psiquiatras. Ele afirmou ter matado entre 100 e 250 homens, o fazendo utilizando métodos cruéis. Muitos desses assassinatos não foram corroborados com qualquer evidência física. Ele também afirmou ter trabalhado como matador de aluguel para a Cosa Nostra Americana, e que participou em vários assassinatos famosos feitos pela Máfia, incluindo os homicídios de Paul Castellano, Carmine Galante e Jimmy Hoffa; autoridades e especialistas da Máfia, contudo, contestam veementemente essas afirmações.
Ele foi o centro de três documentários da HBO em 1992, 2001 e 2003; duas biografias, um filme, estrelado por Michael Shannon e Winona Ryder, e uma peça.